# Екологічна ефективність
Екологічна ефективність (ефективність природозбереження) — цей термін відноситься до практики компаній, які підкреслюють тісні зв'язки між економічною ефективністю (прибутковість при зниженні  собівартості) та екологічною ефективністю. Екоефективність досягається шляхом створення  конкурентоспроможних за ціною товарів і послуг, які задовольняють потреби людей і підвищують якість життя, одночасно скорочуючи вплив на довкілля і ресурсомісткість протягом всього життєвого циклу продукції до рівня, принаймні, відповідного оцінюваній несучій здатності (екологічній ємності) Землі. Досягнення екоеффектівності націлює компанії на створення більшої цінності для споживачів при мінімізації ресурсокористування, забруднення довкілля і відходів. В основі досягнення екоеффектівності лежить також акцент на створенні продукції з високими корисними властивостями (цінністю принесених послуг), низькою матеріаломісткістю і енергоємністю.

## Ресурси Інтернету
- Еколого-економічний словник  [Архівовано 27 червня 2013 у Wayback Machine.]
- Економічна цінність природи  [Архівовано 27 вересня 2013 у Wayback Machine.]
- Концепция общей экономической ценности природных благ  [Архівовано 26 березня 2014 у Wayback Machine.]
- Традиционные и косвенные методы оценки природных ресурсов